# Santa Colomba de Curueño
Santa Colomba de Curueño ist ein Ort und eine nordspanische Gemeinde mit 507 Einwohnern (Stand: 2024) in der Provinz León und der Region Kastilien-León. Neben dem Hauptort Santa Colomba de Curueño besteht die Gemeinde aus den Ortschaften Ambasaguas de Curueño, Barrillos, Barrio de Nuestra Señora, Devesa de Curueño, Gallegos de Curueño, La Mata de Curueño und Pardesivil.

## Lage und Klima
Santa Colomba de Curueño liegt etwa 25 Kilometer nordnordöstlich von León im Nordwesten der Iberischen Meseta in einer Höhe von ca. 925 m. Das Klima im Winter ist rau, im Sommer trocken und warm; der Regen (710 mm/Jahr) fällt überwiegend im Winterhalbjahr.

## Bevölkerungsentwicklung
| Jahr      | 1970 | 1981 | 1991 | 2001 | 2011 | 2021 |
| Einwohner | 1294 | 842  | 821  | 642  | 555  | 477  |

Aufgrund der durch die Mechanisierung der Landwirtschaft und der Aufgabe von bäuerlichen Kleinbetrieben ausgelösten Landflucht ist die Bevölkerung des Dorfes seit der Mitte des 19. Jahrhunderts kontinuierlich gewachsen.

## Sehenswürdigkeiten
- Marienkirche in Santa Colomba de Curueño
- Kirche von Gallegos de Curueño

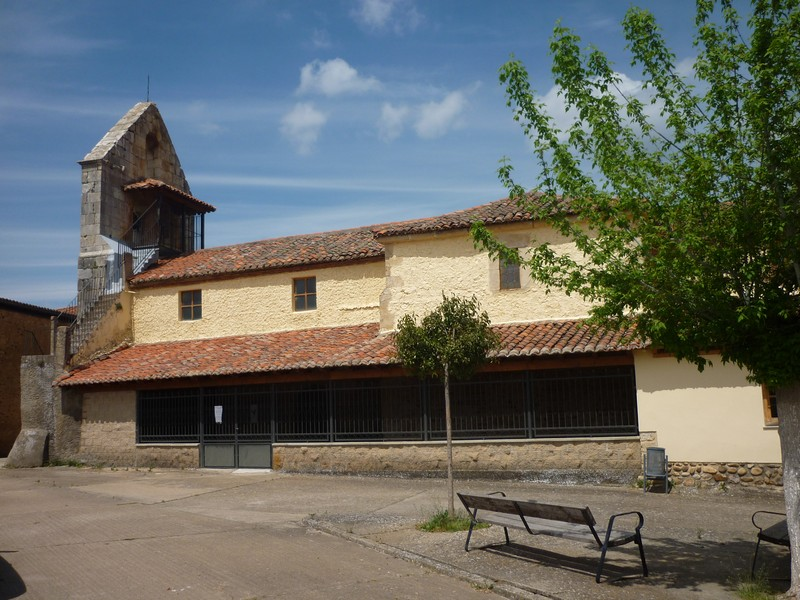
Marienkirche
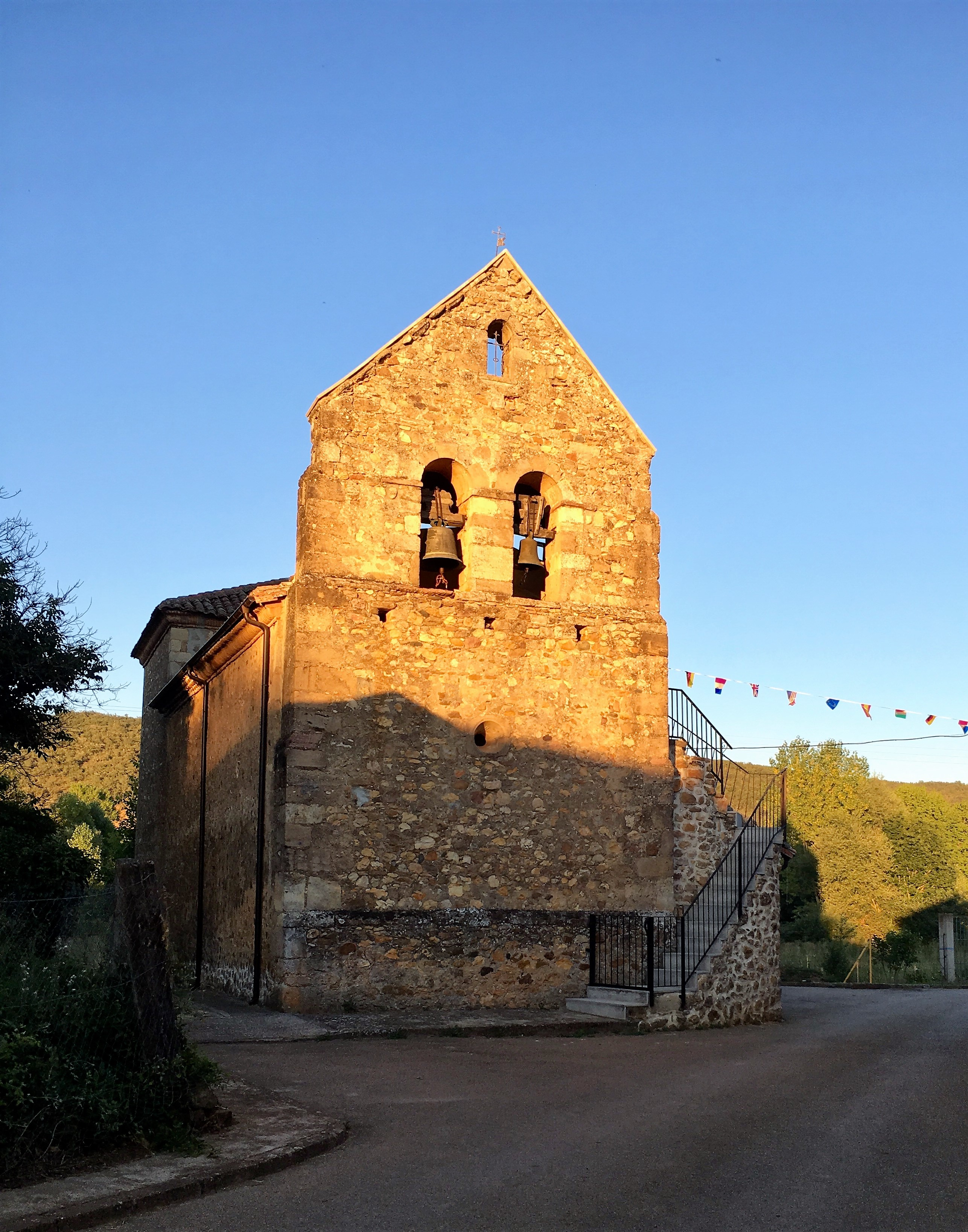
Kirche von Gallegos de Curueño